# Tóka þáttr Tókasonar
Tóka þáttr Tókasonar (dansk: Totten om Toke Tokesson) er en kort, islandsk fornaldersaga eller tott, som handler om den mytiske Toke, søn af Toke den Gamle, som søger tjeneste hos kong Olav Tryggvason. Han fortæller, at han har tjent under både kong Rolf Krake og kong Half og bliver udfordret til at sammenligne kongernes storhed. Historien ender med, at Toke tager bliver døbt og kristnet.
Joseph Harris karakteriserer historien som en "tott", en kort saga, og placerer den i en gruppe af totter, som omhandler modsætningen mellem hedenskab og kristendom og med handling fra den religiøse brydningstid mellem disse religioner sidst i 900-tallet.
De islandske litteraturforskere Guðni Jónsson og Bjarni Vilhjálmsson har medtaget denne tott i deres samling af fornaldersagaer, det vil sige islandske sagaer som omhandler tiden før koloniseringen af Island. Sådanne fornaldersagaer kan i en del tilfælde knyttes til historiske personer, men handlingen kan ofte være fri digtning.